# Типута
Типута (фр. Tiputa) — самое крупное поселение и моту на атолле Рангироа архипелага Туамоту (Французская Полинезия).

## География
Типута является самым большим поселением на атолле Рангироа. Деревня расположена в северной части атолла Рангироа на одноимённом моту в 7 км на востоко-юго-восток от Аватору. Отделена от Аватору проливом Типута. Население Типута в 2012 году составило 971 человек.

## Описание
В Типута есть ратуша, католическая церковь Нотр-Дам-де-ла-Пэ, мормонская церковь Сообщества Христа, начальная и средняя школы, диспансер, гостиницы и несколько магазины. Пролив Типута считается одним из лучших мест для любителей подводного плавания, в частности для наблюдения за акулами и скатами.

## Транспорт
Аэропорт Рангироа, расположенный в 5,5 км к юго-востоку от Аватору, обслуживает посёлок. Типута связан с Аватору речным трамваем.

## Экономика
Основной экономической деятельностью является туризм. В посёлке находятся несколько гостиниц.

## Галерея

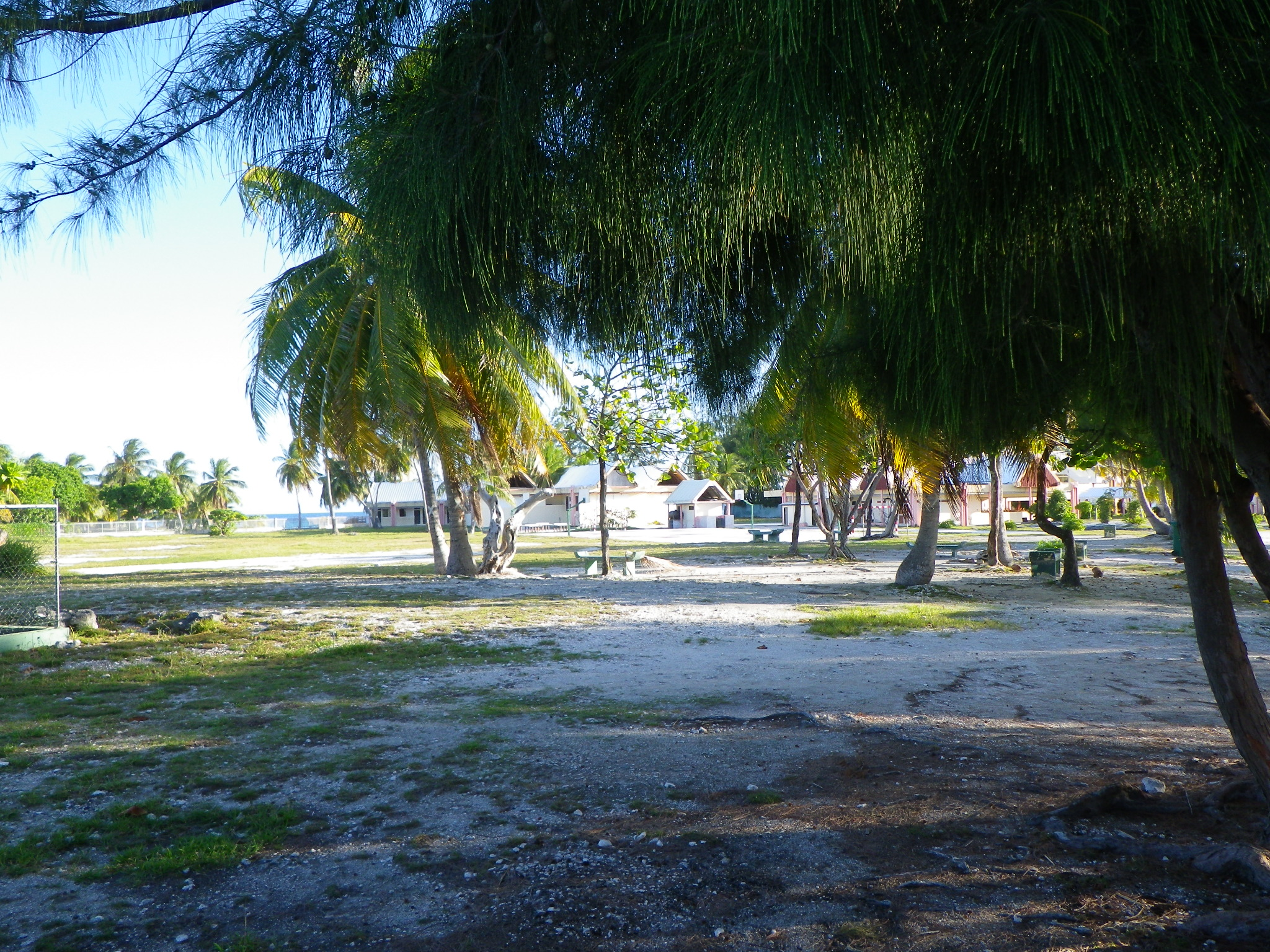
Колледж Типута
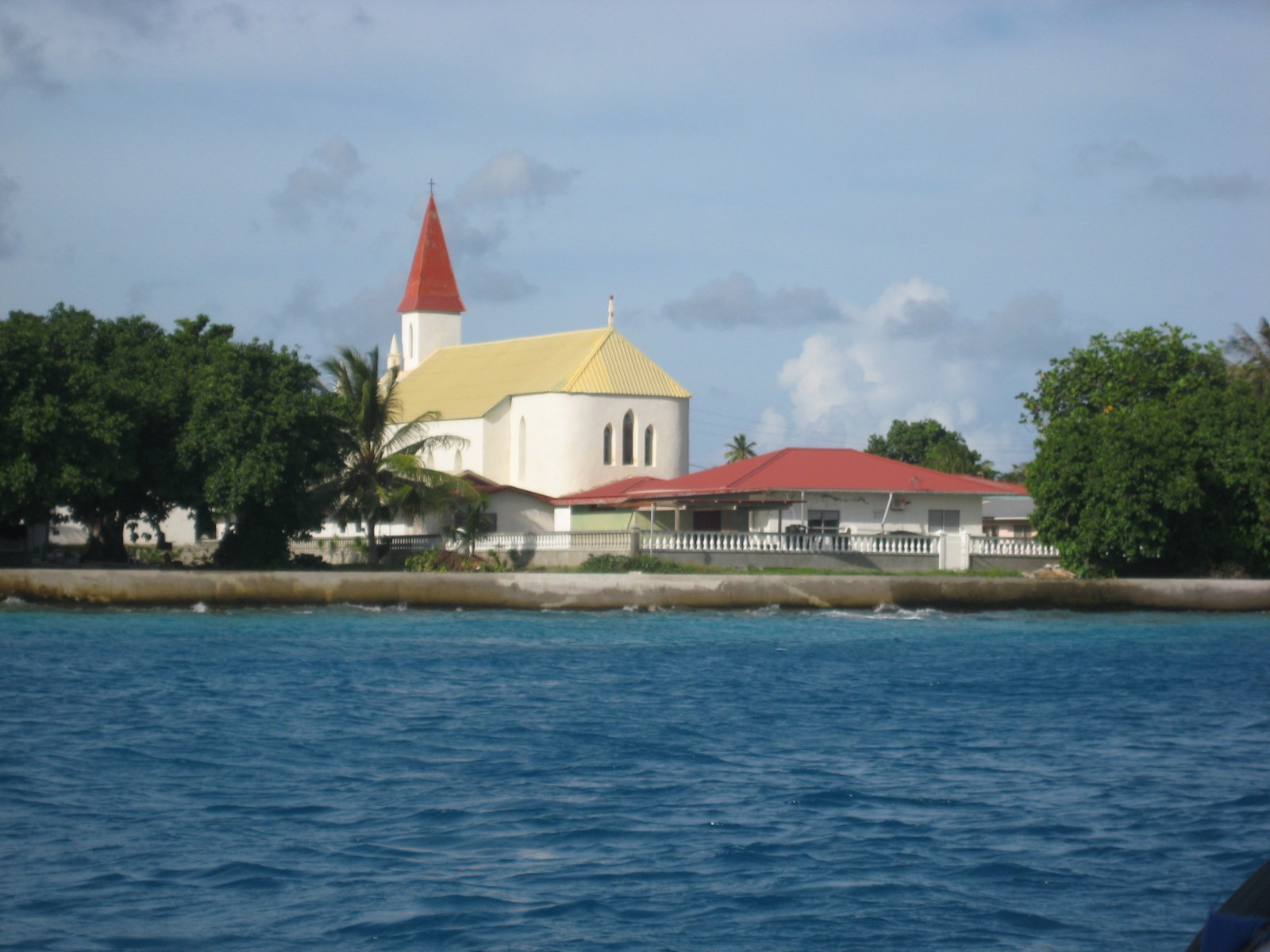
Вид на посёлок. Католическая церковь Нотр-Дам-де-ла-Пэ
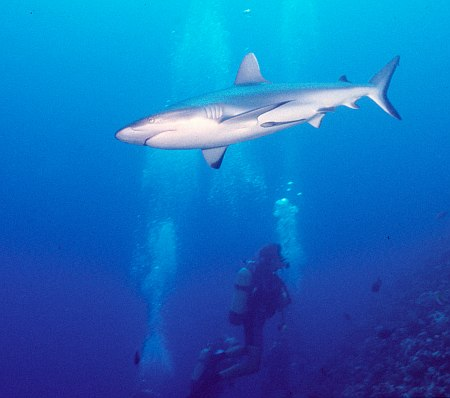
Темнопёрая серая акула в проливе Типута